# Der eingebildete Kranke (1952)
Der eingebildete Kranke ist eine deutsche Spielfilmkomödie von 1952 unter der Regie von Hans H. König. König gestaltete die Komödie frei nach Molières gleichnamigem Lustspiel. Joe Stöckel verkörpert Eusebius Daxenmeyer, die Titelfigur, Oskar Sima den Kurpfuscher Mordius, Inge Egger ist als Tochter von Daxenmeyer besetzt und Jupp Hussels als Dr. Hartwig. Das Plakat zum Film titelte seinerzeit: „Ein Film zum Gesundlachen“.

## Handlung
Dr. Hartwig hat sich in einem kleinen Städtchen als Arzt niedergelassen. Eines Tages erscheint in seiner Praxis die zauberhafte Ursel Daxenmeyer. Dr. Hartwig verliebt sich in sie und will sie heiraten. Zuvor müssen jedoch erst diverse Hindernisse aus dem Weg geräumt werden. Ein ganz besonderes Hindernis ist Ursels Vater, Eusebius Daxenmeyer. Er handelt mit Gemischtwaren und ist außerdem Hypochonder, also ein eingebildeter Kranker. Niemand kann ihm seine Einbildung, dass er todkrank ist, ausreden. Zu allem Unglück fällt er dem selbsternannten Heilkünstler Alexander Mordius in die Hände. Der eingebildete Kranke schwört auf die Künste des Scharlatans, denn Mordius versteht es nicht nur, seinen Patienten nach dem Mund zu reden und ihnen Honig ums Maul zu schmieren, sondern liefert auch noch selbstfabrizierte Medikamente. Diese sind teuer, bestehen jedoch zum Großteil aus gewöhnlicher Blumenerde oder aus nach Medizin riechendem Pfefferminzwasser.
Ursel und ihr Onkel Bastelmann bemühen sich, Daxenmeyer die Augen zu öffnen, haben jedoch keinen Erfolg. Genau aus diesem Grund suchte Ursel Daxenmeyer Dr. Hartwig auf. Es gelingt Ursel auch, ihren Vater dazu zu bewegen, sich von Dr. Hartwig untersuchen zu lassen. Nachdem Dr. Hartwig eine ausführliche Untersuchung durchgeführt hat, kommt er zu der für den Hypochonder niederschmetternden Diagnose: kerngesund. Das hätte er allerdings lieber für sich behalten, so schnell kann er nicht gucken, wie er sich vor der Tür befindet. Mordius bekommt nun noch mehr Oberhand und will seinen Sohn Kuno mit der wohlhabenden Ursel verheiraten. Daxenmeyer fühlt sich geehrt und lädt die Verwandten zur Verlobung ein. Nun müssen Ursel, Onkel Bastelmann und Dr. Hartwig aktiv werden und einen Schlachtplan entwickeln. Sie können am Ende Mordius das Handwerk legen und auch Eusebius ist am Ende kein eingebildeter Kranker mehr.

## Produktionsnotizen
Gedreht wurde der Film in den Bavaria Filmstudios in Geiselgasteig bei München. Hans H. König verfasste das Drehbuch sehr frei nach Molières Komödie Der eingebildete Kranke. Es war Königs erster Spielfilm als Regisseur. Als Produzent und Produktionsleiter fungierte hier, wie auch in den meisten seiner folgenden Filme, sein Bruder Richard König.
Die Bauten stammen aus der Hand von Max Mellin und Rolf Zehetbauer. Die Premiere des Films fand in Österreich am 14. März 1952 und in der Bundesrepublik Deutschland am 27. März 1952 in Nürnberg statt.

## Kritik
Auf der Seite Kino.de konnte man sich für den Film nicht begeistern. Dort hieß es: „Molières letztes, vielleicht berühmtestes Bühnenstück hat Regisseur Hans H. König (Das Forsthaus in Tirol) nach eigenem Drehbuch ins malerische Bayern verlegt und den populären Dreiakter zur krachledernen Schenkelklopfergaudi umgearbeitet. Die Personen verkommen hier zu Typen und selbst gestandene Schauspieler wie Joe Stöckel (der Kranke) und Oscar Sima (Kurpfuscher) vermögen ihre Figuren nicht dem Klischee zu entreißen. Inge Egger (Fanfaren der Liebe) als ‚Tochter‘ hat nicht viel mehr zu tun als fesch auszusehen.“
Die Kritik des Lexikons des internationalen Films fiel knapp und verhalten aus: „Die Handlung der Molièreschen Komödie vom Hypochonder, der über seinen eingebildeten Leiden alle menschlichen Beziehungen vergißt, ist in ein bayrisches Dorf übertragen. Trockener Typen-Schwank von rustikaler Naivität.“